# عائلة آدمز الجديدة (مسلسل 1998)
عائلة آدمز الجديدة (بالإنجليزية:  The new addams family)‏ هي سلسلة مسرحية هزلية أمريكية كندية بثت من أكتوبر 1998 إلى أغسطس 1999 على قناة يوميأوري في كندا وفاميلي فوكس في الولايات المتحدة وعلى CITV في المملكة المتحدة في عطلات نهاية الأسبوع. تم إنتاجها من قبل شركة شافيك الترفيه وسابان الترفيه كإحياء لسلسلة 1960 عائلة آدامز
في العالم العربي تم عرض المسلسل مترجم حصريا على قناة سبيس باور

## القصة
عائلة آدمز غريبة الأطوار تتكون من الزوج والزوجة، غوميز ومورتيشا آدمز وأطفالهما، الأربعاء وبوغسلي، فضلا عن الجد، العم فيستر، وكبير خدمهم، لورتش و Addamses هي عائلة ممتدة متماسكة مع مصالح مروعة بالتأكيد وقدرات خارقة للطبيعة. ولا يوجد تفسير لصلاحياتها صراحة
في هذه السلسلة بعض الحلقات هي إعادة من حلقات المسلسل التلفزيوني الأصلي مع بعض الحلقات إجراء حصري لهذا المسلسل
الحلقات اللاحقة يدخل قريب اسمه غراندبابا آدمز الذي كان سمات مماثلة لغوميز.

## روابط خارجية
- عائلة آدمز الجديدة (مسلسل 1998) على موقع IMDb (الإنجليزية)
- عائلة آدمز الجديدة (مسلسل 1998) على موقع روتن توميتوز (الإنجليزية)
- عائلة آدمز الجديدة (مسلسل 1998) على موقع فيلمافينيتي (الإسبانية)
- عائلة آدمز الجديدة (مسلسل 1998) على موقع كينوبويسك (الروسية)
- عائلة آدمز الجديدة (مسلسل 1998) على موقع ألو سيني (الفرنسية)
- عائلة آدمز الجديدة (مسلسل 1998) على موقع قاعدة بيانات الفيلم (الإنجليزية)